# Дюперре, Ги Виктор
Ги Викто́р Дюперре́ (фр. Guy-Victor Duperré; 20 февраля 1775, Ла-Рошель — 2 ноября 1846, Париж) — адмирал Франции, барон.

## Биография
Родился в знатной семье, был 22-м по счёту ребёнком. Образование получил в Collège de Juilly.
Поступив в морскую службу в 1791 году (в возрасте 16 лет на торговое судно, шедшее в Индию), в ноябре 1792 года начал служить в военно-морском флоте.
С июня 1796 по 1800 год находился в плену у англичан, по освобождении получив звание энсина.
В 1804 году получил звание лейтенанта флота, затем адъютанта морского префекта, 28 сентября 1806 года — командора.
При Наполеоне I несколько раз отличался в столкновениях с английскими кораблями, в том числе на Мартинике в 1808 году и во время битвы в Гранд-Порт 23 августа 1810 года, после чего он получил звание контр-адмирала в сентябре 1811 года. С 1812 по 1814 год Дюперре командовал французско-итальянским флотом Средиземноморья и Адриатики. Во время «ста дней» Наполеона в 1815 году был морским префектом Тулона.
После Реставрации Бурбонов на некоторое время покинул флот, но вернулся на службу в 1818 году.
В 1823 году способствовал взятию Кадиса во время войны с Испанией и 23 октября того же года получил звание вице-адмирала.
В 1827 году был назначен морским префектом Бреста.
5 февраля 1830 года был назначен командовать флотом, посланным против Алжира, за успехи в этом деле 16 июля того же года стал пэром Франции, в марте 1831 года был произведён в адмиралы Франции.
В октябре 1831 года был назначен главой Совета Адмиралтейства, 18 ноября 1834 года был назначен морским министром и министром колоний, лишился этих постов 6 сентября 1836 года, вновь получил их 12 мая 1839 года и лишился 29 февраля 1840 года, вернув, однако, себе пост морского министра 29 октября того же года.
6 февраля 1843 года вышел в отставку по состоянию здоровья, умер три года спустя. Имел большое количество военных наград.
Его имя впоследствии носили восемь кораблей французских ВМС.